# Einsatzhundertschaft
Einsatzhundertschaft (EH, EHU oder EHu) bezeichnet in Deutschland eine geschlossene Einheit eines Polizeiverbandes der Landespolizei oder der Bundespolizei.

## Aufbau
Eine Einsatzhundertschaft besteht aus etwa 80 bis 120 Polizeivollzugsbeamten. Jede Einsatzhundertschaft untergliedert sich in Züge, Gruppen, teilweise Halbgruppen und Trupps. Diese Organisationseinheiten haben eine eigene Führungshierarchie (Zugführer, Gruppenführer und Truppführer). Jede Einsatzhundertschaft wird durch einen Hundertschaftsführer oder dessen Vertreter geführt, die jeweils Angehörige des gehobenen Dienstes oder höheren Dienstes sind.

### Zug
Als Zug wird bei der Bereitschaftspolizei des Bundes und der Länder eine meist 20 bis 35 Beamte starke Formation von Polizeivollzugsbeamten genannt, die einem Zugführer unterstellt ist. Die Züge sind normalerweise in drei Gruppen à 10 Polizisten untergliedert, welche auch unabhängig vom Zugverband eingesetzt werden können. Jede Gruppe wird von einem Gruppenführer geführt.

### Gruppe
Als Gruppe wird bei geschlossenen Einheiten der Polizei eine meist 10 bis 15 Mann starke Teileinheit, z. B. innerhalb eines Zuges, bezeichnet. Ein Zug besteht daher aus drei Gruppen, die jeweils einem Gruppenführer unterstellt sind. Der Zugführer erteilt den Gruppenführern Anweisungen, die diese wiederum an die Mannschaft weitergeben.

### Halbgruppe
Halbgruppen werden aus einer Gruppe gebildet, um räumlich und gegebenenfalls funktionell eine andere Aufgabe als die Herkunftsgruppe wahrzunehmen. Sie werden von einem Hilfsgruppenführer/zweiten Gruppenführer/stellvertretenden Gruppenführer oder einem anderen Beamten im Auftrag des Gruppenführers geführt.

## Organisationsanbindung
Einsatzhundertschaften sind geschlossene Einheiten auf Ebene sowohl der Landes- als auch der Bundespolizei. Die Einsatzhundertschaften der Landespolizei sind im Regelfall der Bereitschaftspolizei angegliedert. Bei der Bundespolizei sind sie in den Bundespolizeiabteilungen zusammengefasst. Dort sind häufig mehrere Hundertschaften an einem Standort zu einer Abteilung der Bereitschaftspolizei zusammengefasst.
Hundertschaften werden bei Großlagen sowie zur Unterstützung des polizeilichen Einzeldienstes (Streifendienstes) eingesetzt.

## Sonderformen
Aufrufhundertschaften bzw. Alarmhundertschaften (AH oder AHu) sind gekaderte Hundertschaften, die in bestimmten Lagen alarmiert werden und aus Beamten der Landespolizei bestehen, die regulär in den unterschiedlichen Dienststellen eingesetzt werden. Die Beamten werden jeweils nur für die Dauer einer bestimmten Lage zusammengestellt.
In manchen Bundesländern werden diese Hundertschaften ebenfalls als EHU bezeichnet, in diesem Fall als sog. Einzeldiensthundertschaften, die sich aus Angehörigen des Einzeldienstes zusammensetzen.
In Bayern sind einzelne Einsatzhundertschaften mit besonderen Einsatzmitteln ausgestattet und haben eine spezielle Ausbildung, um Personen in gewalttätigen Menschenmengen beweiskräftig festnehmen zu können. Diese Einheit nennt sich Unterstützungskommando (USK). In anderen Bundesländern wie bspw. Baden-Württemberg werden diese Einheiten Beweissicherungs- und Festnahmeeinheiten (BFE) genannt.